# Le Capitaine Blood (roman)
Pour les articles homonymes, voir Le Capitaine Blood (1924) et Capitaine Blood.
Le Capitaine Blood (titre original : Captain Blood: His Odyssey) est un roman d'aventures de Rafael Sabatini, publié en 1922.